# 土佐龍温泉

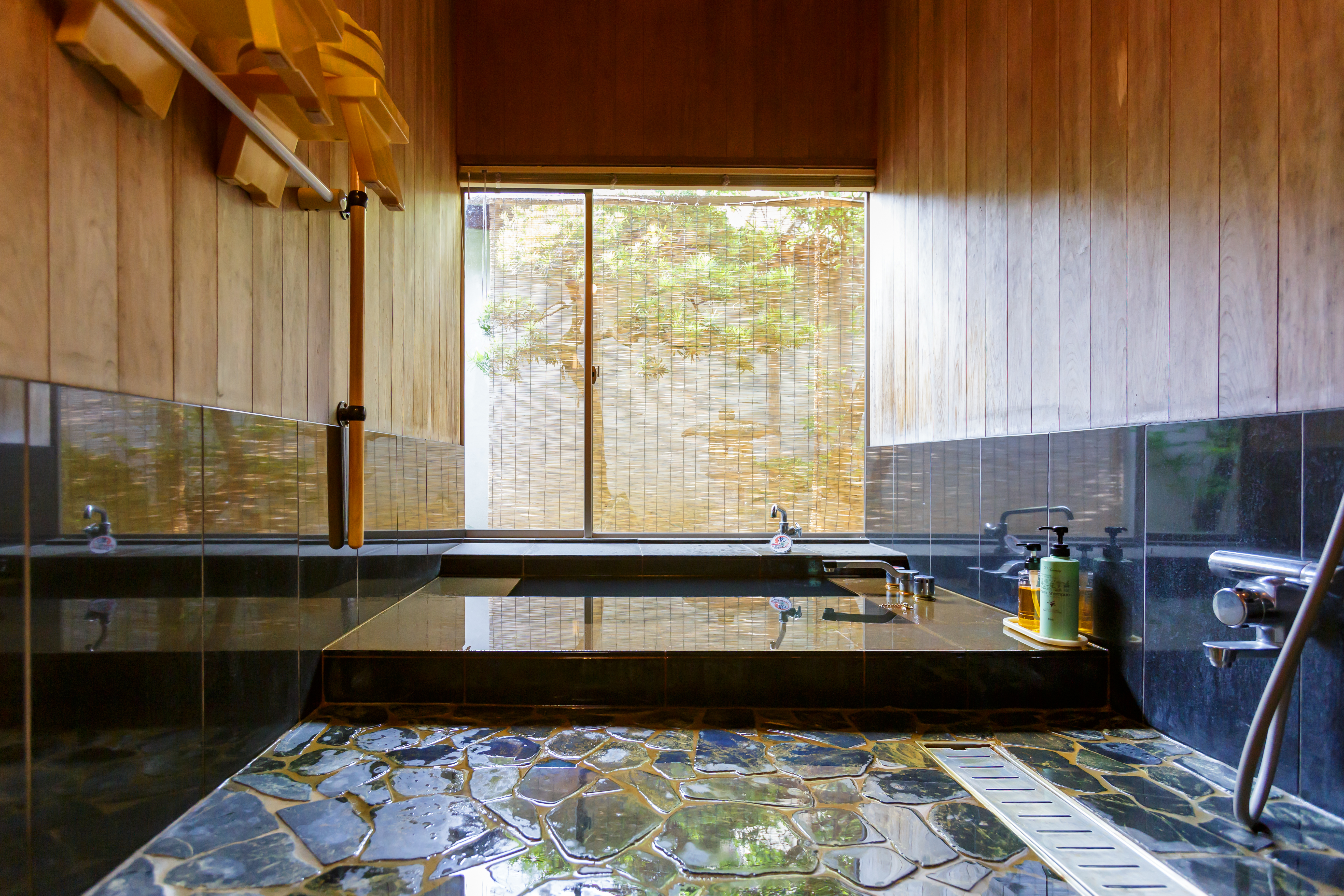
源泉引き込みの離れ

土佐龍温泉（とさりゅうおんせん）は、高知県土佐市宇佐町にある温泉。宿泊施設敷地内に源泉井戸があり、地中1,700mから汲み上げられている。宿泊施設には、露天風呂付き大浴場及び源泉引き込みの離れがあり、無料開放の足湯も整備されている。

## 泉質
- ナトリウム・カルシウム-塩化物泉（低張性中性高温泉）
- 高濃度・高温度のにごり湯
- 泉温42.5℃（地下1,700m）

## 温泉地

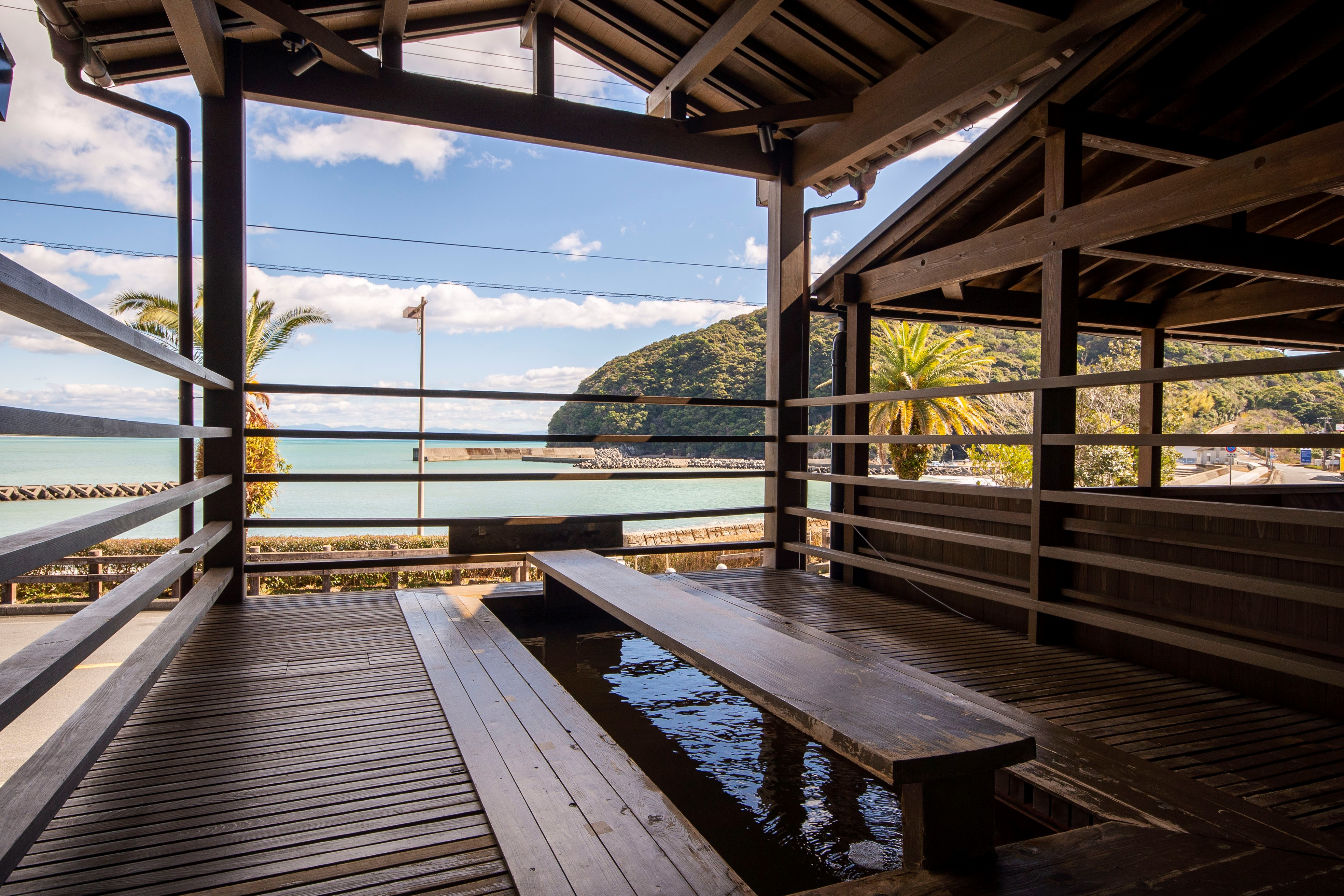
無料開放の足湯

横綱貴乃花や横綱朝青龍、俳優の故丹場哲郎や作家の家田荘子など多くの著名人もこの地を訪れている。宇佐大橋を渡り横浪黒潮ラインの東入り口に位置し、多くのドライバーやライダーも立寄る。

## アクセス
- 高知龍馬空港から、車で45分。
- JR高知駅から、車で40分。
- 高知自動車道土佐ICから、車で16分。
- JR伊野駅から、ドラゴンバスで60分。